# Immer Ärger mit Grandpa
Immer Ärger mit Grandpa (englischer Originaltitel: The War with Grandpa) ist eine US-amerikanische Filmkomödie von Tim Hill, die am 23. Februar 2018 in die US-amerikanischen Kinos kommen sollte, dann aber erst im Oktober 2020 in den Vereinigten Staaten anlief. Der Film basiert auf einem Kinderbuch von Robert Kimmel Smith aus dem Jahr 1984.

## Handlung
Nachdem Eds Frau gestorben ist, soll er im Zimmer seines Enkels Peter unterkommen, doch dieser ist alles andere als begeistert, dass er nun auf dem Dachboden leben soll. Daher erklärt Peter ihm den Krieg und versucht, den Rentner mit einer Reihe von Streichen wieder aus seinem Zimmer zu vertreiben. Aber Ed hat seinerseits einige Tricks auf Lager und feuert zurück. Bei ihrem gegenseitigen Schlagabtausch schenken sich die beiden nichts und nachdem Ed freiwillig das Haus seiner Tochter verlässt, bemerkt Peter, dass ihm sein Großvater fehlt. Er will ihn zurückholen und entschuldigt sich bei seinem Großvater für all die Streiche. Er möchte, dass sie ihren Krieg beenden. Ed ist einverstanden und kommt gern wieder zurück. Peter überlässt ihm nun freiwillig sein schönes großes Zimmer.

## Produktion
Der Film basiert auf einem Kinderbuch von Robert Kimmel Smith aus dem Jahr 1984. Die Drehbuchadaption von Kimmels Buch wurde von Lisa Addario, Tom J. Astle, Matt Ember, Dave Johnson und Joe Syracuse geschrieben. Die Filmmusik komponierte Aaron Zigman. Das Soundtrack-Album wurde im November 2020 von Filmtrax als Download veröffentlicht.
Der 12-jährige Nachwuchsschauspieler Oakes Fegley übernahm die Rolle von Peter. Robert De Niro spielt seinen titelgebenden Großvater Ed.
Der Film sollte am 23. Februar 2018 in die US-amerikanischen Kinos kommen, später wurde der Veröffentlichungstermin jedoch auf 9. Oktober 2020 verschoben.

## Rezeption

### Kritiken und Einspielergebnis
Laut Rotten Tomatoes stieß der Film bei den Kritikern mit 29 % positiven Kritiken auf ein eher schwaches Echo.
Das Lexikon des internationalen Films sieht eine „klamaukige Familienkomödie, hinter deren genüsslichem Slapstick-Humor substanzielle Themen rund ums Alter und die Beziehung zwischen den Generationen durchblitzen.“ Gelobt werden „die guten Darsteller […], die mühelos von anarchischem Blödsinn zu leiseren Momenten wechseln.“
Die weltweiten Einnahmen des Films aus Kinovorführungen belaufen sich bislang auf über 40,7 Millionen US-Dollar.

### Auszeichnungen
Alliance of Women Film Journalists Awards 2020
- Auszeichnung mit dem She Deserves A New Agent Award (Uma Thurman)[11]